# 普庆寺 (乌苏)
普庆寺，蒙古语称“夏尔苏木”，位于新疆维吾尔自治区伊犁哈萨克自治州塔城地区乌苏市，是一座藏传佛教格鲁派寺院。

## 简介
普庆寺，又称夏尔苏木，原址位于乌苏市白杨沟镇境内，曾是北疆规模最大的佛寺。寺址在乌苏市白杨沟镇的夏尔苏木度假区北侧山坡，面朝东，依山兴建，山前为夏尔苏木牧场，这里河流与云杉林带交错，坡地上有许多冰川漂砾。该寺建于清朝光绪五年（1879年），由东归土尔扈特部藏传佛教格鲁派信奉者开始兴建。建筑采用土木结构，仿西藏拉萨的布达拉宫，占地面积大约80万平方米，建在阶梯状的山坡平台上，主殿在平台最高处。该寺被誉为“新疆的布达拉宫”。鼎盛时期，该寺有587名喇嘛、活佛2人（曲同木、丹曾加木错），寺内分别设有管理人事、宗教、牲畜、土地的机构。1958年该寺有喇嘛116人，1959年该寺被毁。如今原址仅存残垣断壁。
如今，重建之后的普庆寺位于塔布勒合特蒙古民族乡。中共十一届三中全会后，为落实中共的宗教政策，有关方面从1984年开始筹备，选择塔布勒合特蒙古民族乡人民政府驻地以南1公里处重建该寺。1985年动工兴建，1986年完工，耗资42362元人民币，新建建筑面积329平方米，分为正厅一座及左右厢房各一座，均采用砖木结构。到2006年，该寺有喇嘛20多名。